# Бой у Кокосовых островов
Бой у Кокосовых островов произошел 9 ноября 1914 года во время Первой мировой войны около Кокосовых островов на северо-востоке Индийского океана. Немецкий легкий крейсер «Эмден» атаковал британскую телеграфную станцию на острове Дайрекшен, высадив десант для уничтожения кабельной станции и радиостанции. Однако радисты успели передать в эфир сообщение о нападении «Эмдена». Получив его, через несколько часов к острову прибыл австралийский лёгкий крейсер Сидней. Произошла битва, которая стала первым боем один на один для ВМС Австралии.

## Предыстория
«Эмден» был спущен на воду в 1908 году; он представлял Кайзерлихмарине в немецкой колонии Циндао в Китае и входил в Германскую Восточно-Азиатскую крейсерскую эскадру. После начала войны 4 августа 1914 года эскадра получила приказ избегая превосходящих военно-морских сил союзников в Тихом океане идти в Германию через мыс Горн. Единственным исключением был «Эмден» под командованием корветтен-капитана Карла фон Мюллера, который направился в сторону Индийского океана с целью рейдерства против судоходства Антанты. Мюллер часто использовал фальшивую четвёртую дымовую трубу, которая делала силуэт корабля похожим на силуэт лёгкого крейсера HMS Yarmouth и некоторые другие корабли.
В течение трёх месяцев «Эмден» потопил 28 торговых судов и 2 военных корабля. Он также обстрелял и повредил британские нефтехранилища в Мадрасе в Британской Индии (эпизод известен как бомбардировка Мадраса). Угольщик «Бьюреск» был захвачен им неповреждённым вместе с грузом и в дальнейшем использовался как судно сопровождения, при этом его команда была разбавлена немцами. Близ Малайи в бою у Пенанга 28 октября «Эмден» потопил российский крейсер «Жемчуг» и французский эсминец «Муске». К концу октября охотой на «Эмден» занималось не менее 60 военных кораблей Антанты.
Так совпало, что 1 ноября конвой Австралийского и Новозеландского армейского корпуса (АНЗАК), идущий в Египет, вышел из Албани в Западной Австралии. Конвой сопровождали четыре крейсера: австралийские легкие крейсера «Сидней» и «Мельбурн»; британский броненосный крейсер «Минотавр» и броненосный крейсер «Ибуки» Императорского флота Японии.

## Бой крейсеров
Кабельная и радио станция на острове Дайрекшен была критически важным компонентом системы коммуникации связи Антанты в регионе и через Индийский океан. Мюллер решил уничтожить вышку радиостанции и оборудование для связи.
Когда «Эмден» подошёл к острову в 6.00 9 ноября персонал Восточной телеграфной компании понял, что произойдёт нападение и успел подать сообщения в эфир следующего содержания: «Странный корабль у входа в бухту» и «СОС, „Эмден“ здесь». Немцы быстро высадили десантную партию из 50 человек вооружённую стрелковым оружием под командованием капитан-лейтенанта Гельмута фон Мюкке на трёх лодках (одна побольше, две поменьше). Гражданский персонал на острове не оказал никакого сопротивления, и Мюкке даже согласился позаботиться о том, чтобы после взрыва обломки 54-метровой радиомачты не попали на теннисный корт. «Эмден» дал сигнал «Бьюреску» присоединиться к нему.
Тем временем сигнал SOS был принят конвоем АНЗАК, находившимся в тот момент всего в 55 милях (80 километрах) от островов, и командир конвоя принял решение отправить корабль на помощь. Хотя командир японского крейсера «Ибуки» высказал горячее желание отправиться к острову, командир конвоя решил направить на перехват немецкого рейдера австралийский крейсер «Сидней», который отделился от конвоя в 7.00.
«Сидней» был кораблём Королевского австралийского военно-морского флота, принадлежащим к крейсерам типа «Чатам», построенным в 1913 году и находящимся под командованием капитана Джона Глоссопа, офицера британского военно-морского флота.
Когда дозорные «Эмдена» засекли приближение «Сиднея», у Мюллера не осталось другого выбора, кроме как спешно поднять якорь и вступить в бой с австралийским крейсером, оставив уже высаженный на остров десант во главе с Мюкке на произвол судьбы.
«Сидней» был больше, быстрее и лучше вооружён (восемь 152-миллиметровых орудий), чем «Эмден», имевший десять 105-миллиметровых орудий. Немецкие артиллеристы первыми открыли огонь в 09:40 на расстоянии в 9,7 километра и вскоре добились попадания, уничтожив кормовой дальномер «Сиднея» и нанеся повреждения носовому орудию. После этого австралийцы воспользовались преимуществом в скорости и большей дальнобойностью своих орудий, и стали держаться вне досягаемости германских орудий, обстреливая «Эмден» с большого расстояния. Австралийским комендорам постепенно удалось нащупать свою цель и они повели чрезвычайно точный огонь по противнику. «Эмден» стал получать попадание за попаданием.
К 10:20 «Эмден» лишился рулевого управления, электрики и радио. Сражение перешло к постепенному расстрелу «Эмдена», этот этап продолжался почти час. После целого ряда тяжёлых повреждений, получив почти 100 попаданий и потеряв десятки людей убитыми, Мюллер в 11:15 решил, чтобы избежать потопления, выбросить «Эмден» на побережье острова Норт-Килинг. После этого «Сидней» бросился в погоню за «Бьюреском» и немцы затопили его, чтобы избежать повторного захвата. Выбросив крейсер на мель, Мюллер забыл спустить флаг и когда «Сидней» вернулся, «Сидней» подал сигнал «Эмдену» сдаться. Поскольку не было получено ответа, Глоссоп приказал комендорам возобновить огонь, после чего немцы подняли белый флаг.

## Последствия
Выжившие после крушения «Эмдена» были захвачены в плен, а сам «Эмден» был уничтожен. Его экипаж потерял 131 человек убитыми и 65 ранеными, при общей численности в 360 человек. На «Сиднее» было четверо убитых и четверо раненых. Глоссоп позже сказал, что он «чувствовал себя убийцей» отдав приказ о последних залпах в беспомощное судно, но у него не было никакого выбора в данных обстоятельствах, поскольку на немецком корабле продолжал развеваться военный флаг. Около 230 выживших немцев были переведены с «Сиднея» на «Эмпресс оф Раша» для транспортировки в Коломбо.
Во время боя фон Мюкке и его десантники захватили 125-тонную трехмачтовую шхуну «Айша», которая была пришвартована в лагуне, а также некоторые припасы. Они направились на шхуне в Паданг на Суматре на нейтральную территорию Голландской Ост-Индии. Там 13 декабря они встретились с немецким торговым судном. Отряд Мюкке продолжил свой путь в Турцию через Красное море, прибыв туда 5 мая 1915 года. Затем по суше они в конце концов достигли Германии.
Пушка с «Эмдена» установлена в Гайд-парке Сиднея.